# Gerhard Böhm (Politiker, 1935)
Gerhard Böhm (* 22. Dezember 1935 in Krems an der Donau; † 29. November 2020 in Klosterneuburg) war ein österreichischer Politiker (ÖVP) und Landesbeamter. Er war von 1983 bis 1998 Abgeordneter zum Landtag von Niederösterreich.

## Leben
Böhm wechselte nach dem Besuch der Volksschule an ein Gymnasium und schloss seine Schulbildung mit der Matura ab. Er trat in der Folge in den Dienst des Landes Niederösterreich und arbeitete zunächst in der Personalabteilung und später in der Personalvertretung. 1981 stieg er zum Vorsitzenden der Gewerkschaft öffentlicher Dienst in Niederösterreich auf, zwischen 1987 und 1997 fungierte er als stellvertretender Obmann der GÖD. Zudem war Böhm von 1984 bis 1992 Obmann der Zentralpersonalvertretung der niederösterreichischen Landesbediensteten. Lokalpolitisch engagierte sich Böhm zwischen 1985 und 1990 als Gemeinderat in Klosterneuburg, zudem vertrat er die ÖVP zwischen dem 4. November 1983 und dem 16. April 1998 im Niederösterreichischen Landtag.

## Auszeichnungen
- 1994: Großes Goldenes Ehrenzeichen für Verdienste um die Republik Österreich[3]